# Skenderovci (Lipik)
Skenderovci (1910 és 1981 között Skenderovci Čaglićki) falu Horvátországban Pozsega-Szlavónia megyében. Közigazgatásilag Lipikhez tartozik.

## Fekvése
Pozsegától légvonalban 37, közúton 55 km-re északnyugatra, községközpontjától légvonalban 3, közúton 5 km-re délkeletre, Nyugat-Szlavóniában a Psunj-hegység lejtőin fekszik. Északról Šeovci, délről Bukovčani határolja. 

## Története
Területe már a középkorban is lakott volt, a határához tartozó Begovača-hegyen középkori régészeti lelőhely található. A térség a 16. század közepétől több mint száz évig török uralom alatt állt. A 17. század végétől a török kiűzése után a területre folyamatosan telepítették be a keresztény lakosságot. Első lakói pravoszláv vlachok voltak. Az első katonai felmérés térképén „Dorf Szkenderovacz” néven találjuk. Lipszky János 1808-ban Budán kiadott repertóriumában „Szkenderovczy” néven szerepel.  Nagy Lajos 1829-ben kiadott művében „Szkenderovacz” néven összesen 19 házzal, 169 lakossal találjuk. 
A településnek 1857-ben 294, 1910-ben 467 lakosa volt. 1910-ben a népszámlálás adati szerint lakosságának 91%-a szerb, 9%-a horvát anyanyelvű volt. Pozsega vármegye Pakráci járásának része volt. Az első világháború után 1918-ban az új szerb-horvát-szlovén állam, majd később (1929-ben) Jugoszlávia része lett. 1991-ben lakosságának 86%-a szerb, 8%-a horvát nemzetiségű volt. A délszláv háború során szerb kézen levő települést csak a háború végén foglalták vissza a horvát erők. A szerb lakosság elmenekült. 2011-ben 4 lakosa volt.

## Lakossága
| Lakosság változása | Lakosság változása | Lakosság változása | Lakosság változása | Lakosság változása | Lakosság változása | Lakosság változása | Lakosság változása | Lakosság változása | Lakosság változása | Lakosság változása | Lakosság változása | Lakosság változása | Lakosság változása | Lakosság változása | Lakosság változása |
| ------------------ | ------------------ | ------------------ | ------------------ | ------------------ | ------------------ | ------------------ | ------------------ | ------------------ | ------------------ | ------------------ | ------------------ | ------------------ | ------------------ | ------------------ | ------------------ |
| 1857               | 1869               | 1880               | 1890               | 1900               | 1910               | 1921               | 1931               | 1948               | 1953               | 1961               | 1971               | 1981               | 1991               | 2001               | 2011               |
| 294                | 264                | 276                | 348                | 423                | 467                | 450                | 438                | 298                | 266                | 228                | 143                | 79                 | 51                 | 15                 | 4                  |